# 59-й меридіан західної довготи
59-й меридіан західної довготи — лінія довготи, що лежить на 59 градусів західніше Гринвіцького меридіана. Вона проходить від Північного полюса через Північний Льодовитий океан, Північну Америку, Атлантичний океан, Південну Америку, Південний океан та Антарктиду до Південного полюса.
59-й меридіан західної довготи формує велике коло разом із 121-шим меридіаном східної довготи.

## Список географічних об'єктів, що перетинає 59° зх. д.
Починаючи на Північному полюсі та рухаючись до Південного полюса, 59-й меридіан західної довготи проходить через:
| Координати                                                 | Країна, територія або море   | Примітки                                                                                       |
| ---------------------------------------------------------- | ---------------------------- | ---------------------------------------------------------------------------------------------- |
| 90°0′ пн. ш. 59°0′ зх. д. / 90.000° пн. ш. 59.000° зх. д.  | Північний Льодовитий океан   |                                                                                                |
| 83°30′ пн. ш. 59°0′ зх. д. / 83.500° пн. ш. 59.000° зх. д. | Море Лінкольна               |                                                                                                |
| 82°4′ пн. ш. 59°0′ зх. д. / 82.067° пн. ш. 59.000° зх. д.  | Гренландія                   | Проходить через Землю Ньєбо[en]                                                                |
| 81°56′ пн. ш. 59°0′ зх. д. / 81.933° пн. ш. 59.000° зх. д. | Затока Ньюман[en]            |                                                                                                |
| 81°52′ пн. ш. 59°0′ зх. д. / 81.867° пн. ш. 59.000° зх. д. | Гренландія                   | Проходить Землю Холла                                                                          |
| 75°42′ пн. ш. 59°0′ зх. д. / 75.700° пн. ш. 59.000° зх. д. | Море Баффіна                 |                                                                                                |
| 70°0′ пн. ш. 59°0′ зх. д. / 70.000° пн. ш. 59.000° зх. д.  | Дейвісова протока            |                                                                                                |
| 60°0′ пн. ш. 59°0′ зх. д. / 60.000° пн. ш. 59.000° зх. д.  | Атлантичний океан            | Море Лабрадор                                                                                  |
| 55°9′ пн. ш. 59°0′ зх. д. / 55.150° пн. ш. 59.000° зх. д.  | Канада                       | Проходить через півострів Лабрадор Ньюфаундленд і Лабрадор Квебек                              |
| 50°46′ пн. ш. 59°0′ зх. д. / 50.767° пн. ш. 59.000° зх. д. | Затока Святого Лаврентія     |                                                                                                |
| 48°40′ пн. ш. 59°0′ зх. д. / 48.667° пн. ш. 59.000° зх. д. | Канада                       | Ньюфаундленд і Лабрадор — проходить через півострів Порт-о-Перт[en] на острові Ньюфаундленд    |
| 48°31′ пн. ш. 59°0′ зх. д. / 48.517° пн. ш. 59.000° зх. д. | Затока Святого Георгія[en]   |                                                                                                |
| 48°8′ пн. ш. 59°0′ зх. д. / 48.133° пн. ш. 59.000° зх. д.  | Канада                       | Ньюфаундленд і Лабрадор — проходить через острів Ньюфаундленд                                  |
| 47°35′ пн. ш. 59°0′ зх. д. / 47.583° пн. ш. 59.000° зх. д. | Атлантичний океан            |                                                                                                |
| 7°53′ пн. ш. 59°0′ зх. д. / 7.883° пн. ш. 59.000° зх. д.   | Гаяна                        | Проходить через територію, на яку претендує Венесуела                                          |
| 1°19′ пн. ш. 59°0′ зх. д. / 1.317° пн. ш. 59.000° зх. д.   | Бразилія                     | Рорайма Амазонас Мату-Гросу                                                                    |
| 16°18′ пд. ш. 59°0′ зх. д. / 16.300° пд. ш. 59.000° зх. д. | Болівія                      |                                                                                                |
| 19°24′ пд. ш. 59°0′ зх. д. / 19.400° пд. ш. 59.000° зх. д. | Парагвай                     |                                                                                                |
| 24°39′ пд. ш. 59°0′ зх. д. / 24.650° пд. ш. 59.000° зх. д. | Аргентина                    |                                                                                                |
| 38°40′ пд. ш. 59°0′ зх. д. / 38.667° пд. ш. 59.000° зх. д. | Атлантичний океан            |                                                                                                |
| 51°23′ пд. ш. 59°0′ зх. д. / 51.383° пд. ш. 59.000° зх. д. | Фолклендські Острови         | Проходить через острів Східний Фолкленд — претендує Аргентина                                  |
| 52°3′ пд. ш. 59°0′ зх. д. / 52.050° пд. ш. 59.000° зх. д.  | Атлантичний океан            |                                                                                                |
| 60°0′ пд. ш. 59°0′ зх. д. / 60.000° пд. ш. 59.000° зх. д.  | Південний океан              |                                                                                                |
| 62°12′ пд. ш. 59°0′ зх. д. / 62.200° пд. ш. 59.000° зх. д. | Південні Шетландські острови | Проходить через острови Кінг-Джордж і Нельсон — претендують Аргентина, Чилі та Велика Британія |
| 62°20′ пд. ш. 59°0′ зх. д. / 62.333° пд. ш. 59.000° зх. д. | Південний океан              |                                                                                                |
| 63°40′ пд. ш. 59°0′ зх. д. / 63.667° пд. ш. 59.000° зх. д. | Антарктида                   | Проходить через Антарктичний півострів — претендують Аргентина, Чилі та Велика Британія        |
| 64°57′ пд. ш. 59°0′ зх. д. / 64.950° пд. ш. 59.000° зх. д. | Південний океан              | Море Ведделла                                                                                  |
| 75°29′ пд. ш. 59°0′ зх. д. / 75.483° пд. ш. 59.000° зх. д. | Антарктида                   | Проходить через територію, на яку претендують Аргентина, Чилі та Велика Британія               |